# Iban Iriondo

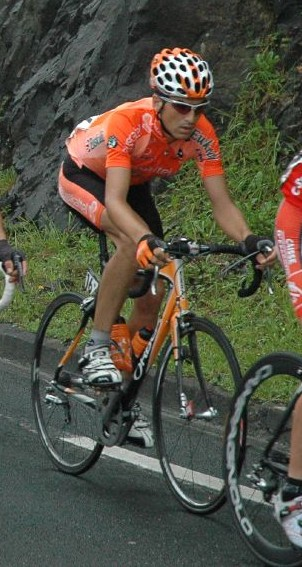
Iban Iriondo (2007)

Iban Iriondo Uranga (* 1. Mai 1984 in Zumaia, Gipuzkoa) ist ein spanischer Radrennfahrer. Er fuhr in den Jahren 2006 und 2007 beim UCI ProTeam Euskaltel-Euskadi, konnte aber keine vorderen Platzierungen in internationalen Rennen erzielen.